# Ruta 336 (Costa Rica)
La Ruta 336, oficialmente Ruta Nacional Terciaria 336, es una ruta nacional de Costa Rica ubicada en la provincia de San José.

## Descripción
En la provincia de San José, la ruta atraviesa el cantón de Aserrí (el distrito de Monterrey), el cantón de León Cortés Castro (los distritos de San Andrés, San Antonio).